# Akramjon Komilov
Akramjon Komilov (sinh ngày 14 tháng 3 năm 1996) là một cầu thủ bóng đá người Uzbekistan hiện tại thi đấu cho Bunyodkor.

## Thống kê sự nghiệp

### Câu lạc bộ
Tính đến trận đấu diễn ra ngày 30 tháng 3 năm 2018
| Câu lạc bộ          | Mùa giải            | Giải vô địch                             | Giải vô địch | Giải vô địch | Cúp Quốc gia | Cúp Quốc gia | Châu lục | Châu lục  | Khác    | Khác      | Tổng    | Tổng      |
| Câu lạc bộ          | Mùa giải            | Hạng đấu                                 | Số trận      | Bàn thắng    | Số trận      | Bàn thắng    | Số trận  | Bàn thắng | Số trận | Bàn thắng | Số trận | Bàn thắng |
| ------------------- | ------------------- | ---------------------------------------- | ------------ | ------------ | ------------ | ------------ | -------- | --------- | ------- | --------- | ------- | --------- |
| Bunyodkor           | 2014                | Giải bóng đá vô địch quốc gia Uzbekistan | 9            | 1            | 4            | 0            | 0        | 0         | 0       | 0         | 13      | 1         |
| Bunyodkor           | 2015                | Giải bóng đá vô địch quốc gia Uzbekistan | 15           | 0            | 5            | 1            | 4        | 0         | 0       | 0         | 24      | 1         |
| Bunyodkor           | 2016                | Giải bóng đá vô địch quốc gia Uzbekistan | 29           | 0            | 5            | 0            | 7        | 0         | 0       | 0         | 41      | 0         |
| Bunyodkor           | 2017                | Giải bóng đá vô địch quốc gia Uzbekistan | 29           | 2            | 7            | 0            | 6        | 1         | -       | -         | 42      | 3         |
| Bunyodkor           | 2018                | Giải bóng đá vô địch quốc gia Uzbekistan | 4            | 0            | 0            | 0            | -        | -         | -       | -         | 4       | 0         |
| Bunyodkor           | Tổng                | Tổng                                     | 86           | 3            | 21           | 1            | 17       | 1         | 0       | 0         | 124     | 5         |
| Tổng cộng sự nghiệp | Tổng cộng sự nghiệp | Tổng cộng sự nghiệp                      | 86           | 3            | 21           | 1            | 17       | 1         | 0       | 0         | 124     | 5         |

### Quốc tế
| Đội tuyển quốc gia Uzbekistan | Đội tuyển quốc gia Uzbekistan | Đội tuyển quốc gia Uzbekistan |
| Năm                           | Số trận                       | Bàn thắng                     |
| ----------------------------- | ----------------------------- | ----------------------------- |
| 2016                          | 2                             | 0                             |
| 2017                          | 1                             | 0                             |
| 2018                          | 2                             | 0                             |
| 2019                          | 3                             | 0                             |
| Tổng                          | 8                             | 0                             |

Thống kê chính xác đến trận đấu diễn ra ngày 11 tháng 6 năm 2019

## Danh hiệu

### Câu lạc bộ
Bunyodkor
- Siêu cúp bóng đá Uzbekistan: 2014

### Quốc tế
U-23 Uzbekistan
- Giải vô địch bóng đá U-23 châu Á (1): 2018